# Paraconsors cooperi
Paraconsors cooperi is een vliegensoort uit de familie van de Mythicomyiidae. De wetenschappelijke naam van de soort werd voor het eerst geldig gepubliceerd in 1987 door Hall and Evenhuis.